# Ho visto le stelle!
Ho visto le stelle è un film del 2003 diretto da Vincenzo Salemme.
Compare nella pellicola anche Gian Fabio Bosco, noto come Gian, qui al suo ultimo film.

## Trama
Il giovane napoletano Antonio vuole partecipare ad un reality show e parte per Milano insieme al suo miglior amico Eugenio.
Antonio si iscrive ad un reality che riprende una giornata intera dei partecipanti, non sapendo che in realtà è una truffa gestita dalla ditta Power Life. Dopo aver pagato 5000 euro, Antonio scopre che il programma è riservato agli omosessuali e decide di fingersi fidanzato con l'amico Eugenio, che accetta la messinscena malvolentieri. I due vengono scoperti dopo aver fatto alcune avance a due ragazze pagate dalla Power Life per smascherarli, e Antonio paga altri 2500 euro per essere riammesso al reality.
Nel frattempo Antonio inizia a lavorare come cameriere nel locale di Renato, dietro raccomandazione di Nicola, socio di Renato. Renato è sposato con la figlia del boss mafioso Masera e, nonostante i problemi con la moglie, non può divorziare. Renato ha una relazione con una ballerina del locale, Alina, e convinto dell'omosessualità di Antonio, che continua a fingere in funzione della trasmissione televisiva, gli chiede di sposare la ragazza in modo da tenerla sotto controllo.
Alina presenta ad Eugenio la sua migliore amica Raisha e le due coppie si innamorano, anche se inizialmente i due ragazzi continuano a fingersi omosessuali per non essere nuovamente squalificati dal reality. Dopo qualche tempo Antonio scopre che Renato abusa di Alina, e al contempo Renato scopre che Antonio ha un rapporto con Alina.
Renato intende vendicarsi di Antonio, ma viene ucciso dai sicari di Masera.
Antonio e Alina, Eugenio e Raisha tornano così a Napoli e si sposano.

## Incassi
Il film ha complessivamente incassato 2382000 €.